# プログレスM-65
プログレスM-65（Progress M-65）は2008年9月10日に打ち上げられたプログレス補給船。国際宇宙ステーションへの補給活動に使用され、バージョンはProgress-M 11F615A55、シリアル番号は365。NASAによる名称はプログレス30（Progress 30 略称: 30P）。

## 飛行記録
2008年9月10日19時50分（GMT、以下同）、バイコヌール宇宙基地のSite 1/5からソユーズ-Uロケットによって打ち上げられた。
M-65は9月17日18時43分にズヴェズダのAftポートにドッキングした。ドッキングは元々9月12日の21時01分に予定されていたが、ハリケーン・アイクがテキサス州に接近した影響でジョンソン宇宙センター(JSC)が閉鎖されたため、当初の予定から5日間延期された。この間のバックアップ管制センターとしては、テキサス州オースティン近郊のホテルと、アラバマ州のマーシャル宇宙飛行センターが用意され、要員が派遣された。
ISSからのアンドッキングも、STS-125ミッションとの競合を避けるため10日間前倒しで行われ、11月15日の16時19分にアンドッキングし、その後プラズマ・プログレス実験を実施した。12月8日の8時2分から142秒間エンジンを点火させ軌道を離脱した。太平洋上空で大気圏突入し燃え尽きた。8時49分頃に燃え残った破片が海に着水した。

## カーゴ
プログレスM-65は国際宇宙ステーションに推進薬、食料、クルー用の水、酸素、および科学研究用の器具を含めた物資計2,588kgを補給した。また新しいOrlan-MK宇宙服も補給した。